# مسجد جامع سرایان

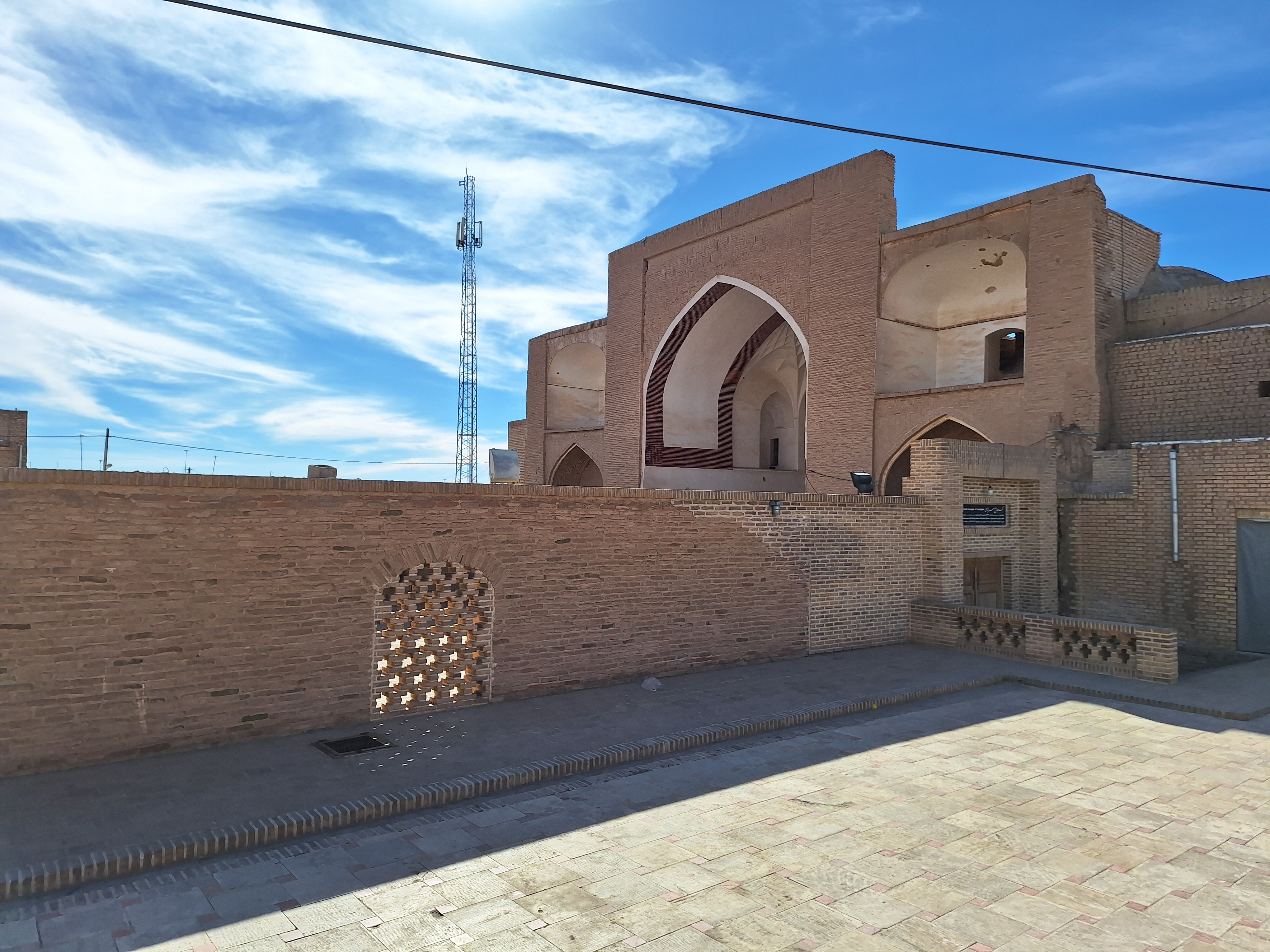
مسجد جامع قدیم سرایان

مسجد جامع سرایان مربوط به دوره صفوی است و در سرایان، خیابان کوثر واقع شده و این اثر در تاریخ ۱۰ خرداد ۱۳۸۲ با شمارهٔ ثبت ۸۷۳۴ به‌عنوان یکی از آثار ملی ایران به ثبت رسیده است.